# Thao Ang
Thao Ang hay Inthasom (? - 1749) vương hiệu đầy đủ Somdet Brhat Chao Raja Indra Parama Pavitra Sri Tatana Udana Chakrapatiraja Chao Anga Raja Sri Sadhana Kanayudha, là một vua của Vương quốc Luang Phrabang, trị vì từ năm 1723 đến năm 1749.